# Liste der Baudenkmäler in Prad am Stilfserjoch
Die Liste der Baudenkmäler in Prad am Stilfser Joch (italienisch Prato allo Stelvio) enthält die 34 als Baudenkmäler ausgewiesenen Objekte auf dem Gebiet der Gemeinde Prad am Stilfserjoch in Südtirol.
Basis ist das im Internet einsehbare offizielle Verzeichnis der Baudenkmäler in Südtirol. Dabei kann es sich beispielsweise um Sakralbauten, Wohnhäuser, Bauernhöfe und Adelsansitze handeln. Die Reihenfolge in dieser Liste orientiert sich an der Bezeichnung, alternativ ist sie auch nach der Adresse oder dem Datum der Unterschutzstellung sortierbar.

## Liste
| Foto |                 | Bezeichnung                                                                     | Standort                                           | Eintragung                   | Beschreibung                  | Metadaten                                            |
| ---- | --------------- | ------------------------------------------------------------------------------- | -------------------------------------------------- | ---------------------------- | ----------------------------- | ---------------------------------------------------- |
| ja   | Datei hochladen | Alte Pfarrkirche St. Georg mit Friedhofskapelle und Friedhof in Agums ID: 16529 | 46° 37′ 21″ N, 10° 34′ 48″ O                       | 1. Juni 1981 (BLR-LAB 3136)  | Kirche                        | KG: Prad Bauparzelle: 164, 165 Grundparzelle: 2374   |
| BW   | Datei hochladen | Außerpazin ID: 16512                                                            | 46° 38′ 3″ N, 10° 32′ 35″ O                        | 1. Juni 1981 (BLR-LAB 3136)  | Ländliches Wohnhaus/Bauernhof | KG: Lichtenberg Bauparzelle: 74                      |
| BW   | Datei hochladen | Blassegg ID: 16510                                                              | 46° 38′ 17″ N, 10° 33′ 23″ O                       | 1. Juni 1981 (BLR-LAB 3136)  | Ländliches Wohnhaus/Bauernhof | KG: Lichtenberg Bauparzelle: 63                      |
| BW   | Datei hochladen | Drögg ID: 16534                                                                 | 46° 36′ 9″ N, 10° 34′ 12″ O                        | 1. Juni 1981 (BLR-LAB 3136)  | Ländliches Wohnhaus/Bauernhof | KG: Prad Bauparzelle: 203/1, 203/2                   |
| BW   | Datei hochladen | Gasthof Weißes Rößl ID: 16508                                                   | Marktweg 8 46° 38′ 12″ N, 10° 34′ 3″ O             | 1. Juni 1981 (BLR-LAB 3136)  | Gasthaus                      | KG: Lichtenberg Bauparzelle: 27                      |
| BW   | Datei hochladen | Grafenhaus ID: 16507                                                            | Lahnweg 19 46° 38′ 5″ N, 10° 34′ 2″ O              | 1. Juni 1981 (BLR-LAB 3136)  | Ansitz                        | KG: Lichtenberg Bauparzelle: 6                       |
| ja   | Datei hochladen | Hauptstraße 20 ID: 16520                                                        | Hauptstraße 20 46° 37′ 4″ N, 10° 35′ 40″ O         | 1. Juni 1981 (BLR-LAB 3136)  | Ländliches Wohnhaus/Bauernhof | KG: Prad Bauparzelle: 28                             |
| ja   | Datei hochladen | Hauptstraße 35 ID: 16521                                                        | Hauptstraße 35 46° 37′ 2″ N, 10° 35′ 38″ O         | 1. Juni 1981 (BLR-LAB 3136)  | Ländliches Wohnhaus/Bauernhof | KG: Prad Bauparzelle: 34                             |
| BW   | Datei hochladen | Haus Nr. 32 in Agums ID: 16528                                                  | 46° 37′ 18″ N, 10° 34′ 56″ O                       | 1. Juni 1981 (BLR-LAB 3136)  | Ländliches Wohnhaus/Bauernhof | KG: Prad Bauparzelle: 140                            |
| BW   | Datei hochladen | Haus, Vellnair 13 ID: 18172                                                     | Vellnair 13 46° 36′ 9″ N, 10° 34′ 13″ O            | 29. Jan. 1996 (BLR-LAB 260)  | Ländliches Wohnhaus/Bauernhof | KG: Prad Bauparzelle: 204                            |
| ja   | Datei hochladen | Kalkofen in der Schmelz ID: 18243                                               | 46° 36′ 44″ N, 10° 34′ 54″ O                       | 25. Mai 1998 (BLR-LAB 2265)  | Schmelzofen                   | KG: Prad Bauparzelle: 249                            |
| BW   | Datei hochladen | Lerch ID: 16513                                                                 | 46° 37′ 57″ N, 10° 33′ 5″ O                        | 1. Juni 1981 (BLR-LAB 3136)  | Ländliches Wohnhaus/Bauernhof | KG: Lichtenberg Bauparzelle: 91                      |
| ja   | Datei hochladen | Lichtenberg ID: 16515                                                           | 46° 38′ 1″ N, 10° 33′ 52″ O                        | 1. Juni 1981 (BLR-LAB 3136)  | Burgruine                     | KG: Lichtenberg Grundparzelle: 740                   |
| BW   | Datei hochladen | Maur ID: 16533                                                                  | 46° 36′ 9″ N, 10° 33′ 59″ O                        | 1. Juni 1981 (BLR-LAB 3136)  | Ländliches Wohnhaus/Bauernhof | KG: Prad Bauparzelle: 194                            |
| BW   | Datei hochladen | Mitterhof ID: 16530                                                             | Agums 65a 46° 37′ 11″ N, 10° 34′ 35″ O             | 1. Juni 1981 (BLR-LAB 3136)  | Ländliches Wohnhaus/Bauernhof | KG: Prad Bauparzelle: 169                            |
| BW   | Datei hochladen | Moos ID: 16532                                                                  | 46° 36′ 24″ N, 10° 34′ 12″ O                       | 1. Juni 1981 (BLR-LAB 3136)  | Ländliches Wohnhaus/Bauernhof | KG: Prad Bauparzelle: 192, 193                       |
| BW   | Datei hochladen | Patzlaid ID: 16531                                                              | 46° 37′ 2″ N, 10° 34′ 38″ O                        | 1. Juni 1981 (BLR-LAB 3136)  | Ländliches Wohnhaus/Bauernhof | KG: Prad Bauparzelle: 172                            |
| ja   | Datei hochladen | Pfarrkirche Maria Königin ID: 50513                                             | 46° 37′ 4″ N, 10° 35′ 21″ O                        | 15. Dez. 2008 (BLR-LAB 4792) | Kirche                        | KG: Prad Bauparzelle: 304/1                          |
| ja   | Datei hochladen | Pfarrkirche zur Heiligen Dreifaltigkeit mit Friedhof ID: 16506                  | Lichtenberg 46° 38′ 0″ N, 10° 33′ 59″ O            | 1. Juni 1981 (BLR-LAB 3136)  | Kirche                        | KG: Lichtenberg Bauparzelle: 1 Grundparzelle: 87     |
| ja   | Datei hochladen | Silbergasse 17 ID: 16522                                                        | Silbergasse 17 46° 37′ 0″ N, 10° 35′ 34″ O         | 1. Juni 1981 (BLR-LAB 3136)  | Ländliches Wohnhaus/Bauernhof | KG: Prad Bauparzelle: 70/1, 70/2                     |
| ja   | Datei hochladen | Silbergasse 18 ID: 16519                                                        | Silbergasse 18 46° 37′ 1″ N, 10° 35′ 37″ O         | 1. Juni 1981 (BLR-LAB 3136)  | Ländliches Wohnhaus/Bauernhof | KG: Prad Bauparzelle: 21/1                           |
| ja   | Datei hochladen | Silbergasse 23-25 ID: 16523                                                     | Silbergasse 23-25 46° 37′ 0″ N, 10° 35′ 31″ O      | 1. Juni 1981 (BLR-LAB 3136)  | Ländliches Wohnhaus/Bauernhof | KG: Prad Bauparzelle: 86                             |
| BW   | Datei hochladen | Silbergasse 51 ID: 16524                                                        | Silbergasse 51 46° 36′ 58″ N, 10° 35′ 28″ O        | 1. Juni 1981 (BLR-LAB 3136)  | Ländliches Wohnhaus/Bauernhof | KG: Prad Bauparzelle: 96                             |
| ja   | Datei hochladen | Silbergasse 55 ID: 16525                                                        | Silbergasse 55 46° 36′ 58″ N, 10° 35′ 27″ O        | 1. Juni 1981 (BLR-LAB 3136)  | Ländliches Wohnhaus/Bauernhof | KG: Prad Bauparzelle: 103                            |
| ja   | Datei hochladen | Silbergasse 59 ID: 16526                                                        | Silbergasse 59 46° 36′ 57″ N, 10° 35′ 26″ O        | 1. Juni 1981 (BLR-LAB 3136)  | Ländliches Wohnhaus/Bauernhof | KG: Prad Bauparzelle: 108/1                          |
| BW   | Datei hochladen | Silbergasse 65 ID: 16527                                                        | Silbergasse 65 46° 36′ 55″ N, 10° 35′ 26″ O        | 1. Juni 1981 (BLR-LAB 3136)  | Ländliches Wohnhaus/Bauernhof | KG: Prad Bauparzelle: 109                            |
| ja   | Datei hochladen | St. Christina ID: 16509                                                         | 46° 37′ 56″ N, 10° 34′ 12″ O                       | 1. Juni 1981 (BLR-LAB 3136)  | Kapelle                       | KG: Lichtenberg Bauparzelle: 60                      |
| ja   | Datei hochladen | St. Johann mit Friedhof ID: 16516                                               | 46° 36′ 53″ N, 10° 35′ 43″ O                       | 1. Juni 1981 (BLR-LAB 3136)  | Kirche                        | KG: Prad Bauparzelle: 1 Grundparzelle: 754           |
| ja   | Datei hochladen | St.-Johannes-Gasse 19 ID: 16518                                                 | St.-Johannes-Gasse 19 46° 36′ 56″ N, 10° 35′ 40″ O | 1. Juni 1981 (BLR-LAB 3136)  | Ländliches Wohnhaus/Bauernhof | KG: Prad Bauparzelle: 6                              |
| ja   | Datei hochladen | St.-Johannes-Gasse 21 ID: 16517                                                 | St.-Johannes-Gasse 21 46° 36′ 56″ N, 10° 35′ 39″ O | 1. Juni 1981 (BLR-LAB 3136)  | Ländliches Wohnhaus/Bauernhof | KG: Prad Bauparzelle: 3                              |
| BW   | Datei hochladen | St.-Josefs-Kapelle bei Wallnöf ID: 16514                                        | 46° 38′ 3″ N, 10° 33′ 0″ O                         | 1. Juni 1981 (BLR-LAB 3136)  | Kapelle                       | KG: Lichtenberg Bauparzelle: 100                     |
| BW   | Datei hochladen | Thial ID: 16535                                                                 | 46° 36′ 30″ N, 10° 34′ 53″ O                       | 1. Juni 1981 (BLR-LAB 3136)  | Ländliches Wohnhaus/Bauernhof | KG: Prad Bauparzelle: 208                            |
| ja   | Datei hochladen | Villa Irene mit Wirtschaftsgebäude und Garten ID: 16536                         | 46° 37′ 2″ N, 10° 35′ 19″ O                        | 6. März 1989 (BLR-LAB 1259)  | Villa/Sommerfrischhaus        | KG: Prad Bauparzelle: 305 Grundparzelle: 317/1, 3204 |
| BW   | Datei hochladen | Wallnöf ID: 16511                                                               | 46° 38′ 3″ N, 10° 32′ 58″ O                        | 1. Juni 1981 (BLR-LAB 3136)  | Ländliches Wohnhaus/Bauernhof | KG: Lichtenberg Bauparzelle: 67                      |

Falls bei einem Baudenkmal keine Koordinaten bekannt sind, werden ersatzweise die Katasterdaten zum Zeitpunkt der Unterschutzstellung angegeben. Diese sind weder offiziell noch zwingend aktuell.
Die vom Landesdenkmalamt übernommenen Adressen können veraltet sein.
| Foto:   | Fotografie des Denkmals. Klicken des Fotos erzeugt eine vergrößerte Ansicht. Daneben finden sich zwei Symbole: |
| ID      | Identifikator beim Südtiroler Landesdenkmalamt                                                                 |
| KG      | Katastralgemeinde                                                                                              |
| MD      | Ministerialdekret                                                                                              |
| BLR-LAB | Beschluss der Landesregierung – Landesausschussbeschluss                                                       |